# 威廉·弗朗西斯·薩頓
威廉·弗朗西斯·薩頓（William Francis Sutton Jr.）是一名美國罪犯，以銀行搶匪聞名。在四十年的搶劫生涯中，他竊取了約200萬美元，成年後超過一半的時間都在監獄中度過，並三次越獄。由於他擅長偽裝搶劫，他獲得了兩個綽號：“演員威利”和“狡猾威利”。薩頓也因「薩頓定律」而得名，儘管他否認自己是該定律的創始人。

## 外部連結
- FBI website entry on William Sutton
- 'Willie Sutton Is Dead At 79', New York Times obituary, November 19, 1980